# 어른들은 모르는 고딩엄빠
《어른들은 모르는 고딩엄빠》(Teenage Parents)는 대한민국의 MBN에 방송됐던 텔레비전 예능 프로그램이다.

## 기획 의도
어린 나이에 부모가 된 10대 엄마, 아빠의 리얼한 일상에서 성장하는 모습을 발견하여 진정한 가족의 의미를 찾아본다.

## 방송 일정
| 방송 채널 | 시즌제 | 방송 기간                           | 방송 시간                       | 비고 |
| --------- | ------ | ----------------------------------- | ------------------------------- | ---- |
| MBN       | 1      | 2022년 3월 6일 ~ 2022년 5월 22일    | 매주 일요일 밤 9시 20분 ~ 11시  |      |
| MBN       | 2      | 2022년 6월 7일 ~ 2022년 12월 13일   | 매주 화요일 밤 10시 20분 ~ 12시 |      |
| MBN       | 2      | 2022년 12월 21일 ~ 2022년 12월 28일 | 매주 수요일 밤 10시 20분 ~ 12시 |      |
| MBN       | 3      | 2023년 1월 18일 ~ 2023년 7월 19일   | 매주 수요일 밤 10시 20분 ~ 12시 |      |
| MBN       | 4      | 2023년 7월 26일 ~ 2024년 5월 29일   | 매주 수요일 밤 10시 20분 ~ 12시 |      |
| MBN       | 5      | 2024년 6월 5일 ~ 2024년 12월 4일    | 매주 수요일 밤 10시 20분 ~ 12시 |      |

## 출연진

### 메인 MC & 전문가 패널
| 메인 MC & 전문가 패널                                                                                                | 진행 기간                                  | 비고  |
| --- | ------------------------------------------ | ----- |
| 하하, 박미선, 인교진, 박재연(심리상담가)                                                                             | 2022년 3월 6일 ~ 2022년 5월 22일 (2개월)   | 시즌1 |
| 하하, 박미선, 인교진, 박재연(심리상담가), 김여정(심리상담가), 박상희(심리상담가), 고은애(심리상담가), 이인철(변호사) | 2022년 6월 7일 ~ 2022년 12월 28일 (6개월)  | 시즌2 |
| 하하, 박미선, 인교진, 조영은(심리상담가), 이인철(변호사)                                                             | 2023년 1월 18일 ~ 2023년 7월 19일 (6개월)  | 시즌3 |
| 박미선, 인교진, 서장훈, 조영은(심리상담사), 이인철(변호사)                                                           | 2023년 7월 26일 ~ 2024년 5월 29일 (10개월) | 시즌4 |
| 박미선, 인교진, 서장훈, 조영은(심리상담사), 이인철(변호사)                                                           | 2024년 6월 5일 ~ 2024년 12월 4일 (6개월)   | 시즌5 |

## 사연 주인공

### 시즌 1
| 출연진 이름     | 자녀                | 방송 기간                                                                          | 비고          |
| --------------- | ------------------- | ---------------------------------------------------------------------------------- | ------------- |
| 박서현 & 이택개 | 딸 이하은           | 2022년 3월 6일 ~ 2022년 3월 13일 2022년 3월 27일 2022년 5월 1일 ~ 2022년 5월 8일   |               |
| 진솔 & 곽수현   | 딸 곽시하           | 2022년 4월 17일 2022년 5월 15일                                                    |               |
| 김지우          | 딸 채봄이           | 2022년 3월 6일 2022년 4월 3일                                                      |               |
| 정수지 & 강인석 | 딸 강은하           | 2022년 4월 24일 2022년 5월 22일                                                    | 동갑내기 부부 |
| 이루시아        | 아들 이유준         | 2022년 3월 6일 ~ 2022년 3월 13일 2022년 3월 27일 2022년 4월 10일                   | [ 12 ]        |
| 최민아 & 백동원 | 아들 백하랑         | 2022년 3월 20일 ~ 2022년 3월 27일 2022년 4월 10일 ~ 2022년 4월 17일 2022년 5월 8일 |               |
| 김효진 & 권기성 | 아들 권도윤, 권도율 | 2022년 3월 20일 2022년 4월 3일 2022년 4월 24일                                     | 동갑내기 부부 |
| 윤민채          | 아들 윤성현         | 2022년 5월 15일 ~ 2022년 5월 22일                                                  |               |

### 시즌 2
| 회차      | 출연진 이름     | 자녀                   | 자녀           | 방송 기간                                        | 비고              |
| 회차      | 출연진 이름     | 아들                   | 딸             | 방송 기간                                        | 비고              |
| --------- | --------------- | ---------------------- | -------------- | ------------------------------------------------ | ----------------- |
| 1, 2회    | 임수현          | 임지율                 | ―              | 2022년 6월 7일 ~ 2022년 6월 14일                 |                   |
| 1, 2, 7회 | 손은주 & 문종인 | 문하준, 문이준         | 있음           | 2022년 6월 7일 ~ 2022년 6월 14일 2022년 7월 19일 |                   |
| 3, 7회    | 김예빈          | ―                      | 김예솔         | 2022년 6월 21일 2022년 7월 19일                  | [ 21 ] [ 22 ]     |
| 4회       | 조민영 & 추윤철 | 추성진, 추성찬         | ―              | 2022년 6월 28일                                  | 동갑내기 부부     |
| 5, 10회   | 이혜리 & 김윤배 | 김가온                 | 김가을, 김가윤 | 2022년 7월 5일 2022년 8월 9일                    |                   |
| 6회       | 윤지 & 박경도   | 윤세윤                 | 윤서윤         | 2022년 7월 12일                                  |                   |
| 8회       | 정재현 & 조진규 | 조겸                   | 조가희         | 2022년 7월 26일                                  |                   |
| 9회       | 양윤희          | 양이삭                 | 양석하, 양설향 | 2022년 8월 2일                                   |                   |
| 10회      | 윤민채          | 윤성현                 | ―              | 2022년 8월 9일                                   |                   |
| 11회      | 강효민          | 강진석, 강진수         | 강지율, 강하율 | 2022년 8월 16일                                  | [ 33 ] [ 34 ]     |
| 12회      | 이다솜 & 김정주 | 김시온                 | ―              | 2022년 8월 23일                                  |                   |
| 13회      | 장소희 & 차상민 | ―                      | 차윤정, 차은서 | 2022년 8월 30일                                  |                   |
| 14회      | 최어진 & 임현기 | 임도하, 임도준         | 임강리,        | 2022년 9월 6일                                   |                   |
| 15회      | 김다정          | 김정우                 | ―              | 2022년 9월 13일                                  | [ 40 ]            |
| 16회      | 하리빈 & 김경민 | 김하민                 | 김예나         | 2022년 9월 20일                                  |                   |
| 17회      | 이예서 & 우도윤 | ―                      | 이윤슬         | 2022년 9월 27일                                  |                   |
| 18회      | 박유진 & 전민재 | ―                      | 박수민         | 2022년 10월 4일                                  | [ 46 ]            |
| 19회      | 김가연          | ―                      | 김예빈         | 2022년 10월 11일                                 |                   |
| 20회      | 김수연 & 이연호 | 이예찬                 | 이예지, 이예은 | 2022년 10월 18일                                 |                   |
| 21회      | 이정아          | 최원준                 | ―              | 2022년 10월 25일                                 | [ 49 ]            |
| 22회      | 유현희 & 홍우원 | 홍이준                 | ―              | 2022년 11월 1일                                  | 동갑내기 부부     |
| 23회      | 윤은지          | 이라온                 | ―              | 2022년 11월 8일                                  | [ 51 ]            |
| 24회      | 조혜원          | ―                      | 조하늘         | 2022년 11월 15일                                 |                   |
| 25회      | 김보현 & 김은석 | 김윤건, 김윤국, 김윤민 | 김윤지, 김윤슬 | 2022년 11월 22일                                 | 다둥이 가족       |
| 26회      | 김예진 & 신민수 | 김리안                 | 신지아         | 2022년 11월 29일                                 | 양육, 남편 이혼함 |
| 27회      | 박은지 & 모준민 | 모도윤                 | —              | 2022년 12월 6일                                  |                   |
| 28회      | 차희원          | 차하준                 | —              | 2022년 12월 13일                                 |                   |
| 29회      | 김다정 & 이해성 | 이시우                 | —              | 2022년 12월 21일                                 |                   |
| 30회      | 안서영 & 노상준 |                        | 소피아         | 2022년 12월 28일                                 |                   |

### 시즌 3
| 회차 | 출연진 이름     | 자녀                   | 자녀                           | 방송 일시       | 비고                        |
| 회차 | 출연진 이름     | 아들                   | 딸                             | 방송 일시       | 비고                        |
| ---- | --------------- | ---------------------- | ------------------------------ | --------------- | --------------------------- |
| 1회  | 이희정 & 김겸   | 김환희                 | 김율희, 김설희                 | 2023년 1월 18일 |                             |
| 2회  | 권담희          | 권보경                 | ―︎                              | 2023년 1월 25일 |                             |
| 3회  | 변은지 & 김형수 | 김하준, 김하성, 김하민 | ―︎                              | 2023년 2월 1일  |                             |
| 4회  | 남궁지숙        | ―︎                      | 남궁별                         | 2023년 2월 8일  | [ 66 ]                      |
| 5회  | 최환수 & 강수진 | 최지환                 | ―︎                              | 2023년 2월 15일 |                             |
| 6회  | 하상민 & 배진아 | ―︎                      | 하혜나, 하이루                 | 2023년 2월 22일 |                             |
| 7회  | 정은혜          | ?                      | 이수빈                         | 2023년 3월 1일  |                             |
| 7회  | 이수빈 & 진민근 | 진승우                 | 진아린                         | 2023년 3월 1일  |                             |
| 8회  | 이송이 & 이지섭 | 이서준, 이서진, 이서호 | ―︎                              | 2023년 3월 8일  |                             |
| 9회  | 김현지          | ―︎                      | 백하율                         | 2023년 3월 15일 |                             |
| 10회 | 김이슬 & 전준영 | ―︎                      | 전소이                         | 2023년 3월 22일 |                             |
| 11회 | 노슬비          | ―︎                      | 안다온                         | 2023년 3월 29일 | [ 80 ]                      |
| 12회 | 김민지 & 엄태용 | 엄수영                 | ―︎                              | 2023년 4월 5일  |                             |
| 13회 | 박희진 & 조재영 | 조하준                 | 조하연                         | 2023년 4월 12일 | 동갑내기 부부               |
| 14회 | 김지영 & 박승민 | ―︎                      | 박하율, 박하은                 | 2023년 4월 19일 |                             |
| 15회 | 이다교 & 정현석 | 정신우                 | ―︎                              | 2023년 4월 26일 |                             |
| 16회 | 전혜희 & 조호준 | 조시후, 조시훈         | 조서현, 조시은, 조시윤, 조시율 | 2023년 5월 3일  | 동갑내기 부부, 6남매 다둥이 |
| 17회 | 이유리 & 박재욱 | 박재율                 |                                | 2023년 5월 10일 |                             |
| 18회 | 김민정 & 신원준 | 신지후                 | ―︎                              | 2023년 5월 17일 |                             |
| 19회 | 송여진          | ―︎                      | 이희연                         | 2023년 5월 24일 | 한국의 최연소 할머니 등장   |
| 19회 | 이희연 & 이상우 | 이도운                 | ―︎                              | 2023년 5월 24일 | 한국의 최연소 할머니 등장   |
| 20회 | 김수빈          | 허윤, 허진             | ―︎                              | 2023년 5월 31일 |                             |
| 21회 | 김소라          | —                      | 김사랑, 김하랑                 | 2023년 6월 7일  |                             |
| 22회 | 한지이          | ―︎                      | 윤채은, 윤서율, 윤다은         | 2023년 6월 14일 |                             |
| 23회 | 윤초희 & 임지환 | 임주호                 | 임주아                         | 2023년 6월 21일 |                             |
| 24회 | 김나라          | 김선호                 |                                | 2023년 6월 28일 |                             |
| 25회 | 유소연 & 심형규 |                        | 심유하                         | 2023년 7월 5일  |                             |
| 26회 | 김주연 & 문하린 | 문리한, 문로한         |                                | 2023년 7월 12일 |                             |
| 27회 | 홍수영 & 김진호 |                        | 김지원                         | 2023년 7월 19일 |                             |
| 28회 | 안서영 & 노상준 |                        | 소피아                         | 2023년 7월 19일 | 재출연                      |

### 시즌 4
| 회차 | 출연진 이름     | 자녀                 | 자녀                   | 방송 일시        | 비고                                 |
| 회차 | 출연진 이름     | 아들                 | 딸                     | 방송 일시        | 비고                                 |
| ---- | --------------- | -------------------- | ---------------------- | ---------------- | ------------------------------------ |
| 1회  | 김민경 & 전준혁 | 김화이               | 전설희                 | 2023년 7월 26일  |                                      |
| 2회  | 류혜린          | -                    | 류하늘                 | 2023년 8월 2일   |                                      |
| 3회  | 최보현 & 남편   | -                    | 최현                   | 2023년 8월 9일   | 최초의 자매 고딩엄빠 (동갑내기 부부) |
| 4회  | 김나라 & 백동환 | 백서호, 백서준       | -                      | 2023년 8월 16일  |                                      |
| 5회  | 전채원 & 조모씨 | -                    | 조모씨                 | 2023년 8월 23일  |                                      |
| 6회  | 황유림          | -                    | 이다온                 | 2023년 8월 30일  |                                      |
| 6회  | 곽수현          | -                    | 곽시하                 | 2023년 8월 30일  | 재출연                               |
| 7회  | 김서아          | 최이한               | -                      | 2023년 9월 6일   |                                      |
| 8회  | 석찬희          | 최도윤               | -                      | 2023년 9월 13일  |                                      |
| 9회  | 미리암 & 김용기 |                      | 김소울                 | 2023년 9월 20일  | 최초의 글로벌 부부                   |
| 10회 | 조아람          | 김은찬               | 김은하                 | 2023년 9월 27일  | [ 106 ] [ 107 ]                      |
| 11회 | 박하나 & 김영환 | 김태원               |                        | 2023년 10월 4일  |                                      |
| 12회 | 배다은 & 전태현 |                      | 전예빈 &               | 2023년 10월 11일 |                                      |
| 13회 | 오현아 & 김기현 | 김리우               | 김리아, 셋째           | 2023년 10월 18일 |                                      |
| 14회 | 김예원 & 김푸른 | 김아란               |                        | 2023년 10월 25일 |                                      |
| 15회 | 신수정          | 미상(큰아들), 최진영 | 최고은                 | 2023년 11월 1일  | 대가족                               |
| 15회 | 최고은 & 오세종 | 오시훈               |                        | 2023년 11월 1일  | 대가족                               |
| 16회 | 박소연 & 김우진 |                      | 김나율 , 김나린        | 2023년 11월 8일  |                                      |
| 17회 | 오현실          | 오??                 | 오은지, 오은정         | 2023년 11월 15일 |                                      |
| 18회 | 김선애          | ?해성, ?(둘째)       |                        | 2023년 11월 22일 |                                      |
| 19회 | 알라 & 이동규   | 이로운, 이루다       |                        | 2023년 11월 29일 |                                      |
| 20회 | 김다혜 & 박동진 |                      | 박서아                 | 2023년 12월 6일  |                                      |
| 21회 | 육예슬 & 박종원 | 박하늘               | 박하은, 박하루         | 2023년 12월 13일 | [ 115 ]                              |
| 22회 | 김아름 & 김용인 |                      | 김하람                 | 2023년 12월 20일 |                                      |
| 23회 | 신여진          |                      | 신지호                 | 2024년 1월 3일   |                                      |
| 24회 | 정채언 & 최재혁 | 최영서               |                        | 2024년 1월 10일  |                                      |
| 25회 | 서유선          |                      | 노하영                 | 2024년 1월 17일  |                                      |
| 26회 | 천수민 & 김민준 | 김하준               |                        | 2024년 1월 24일  |                                      |
| 27회 | 전나연 & 문남주 | 문하빈               |                        | 2024년 1월 31일  |                                      |
| 28회 | 박선주 & 한수인 | 한지호               |                        | 2024년 2월 7일   |                                      |
| 29회 | 김가윤(가명)    | (남아 비공개)        |                        | 2024년 2월 14일  |                                      |
| 29회 | 강효민 & 김상혁 | 김진석, 김진수       | 김지율, 김하율, 김소율 | 2024년 2월 14일  | 재출연                               |
| 32화 | 김세희 & 이대건 | 이하준               | -                      | 2024년 3월 6일   |                                      |
| 34화 | 고현정          | 김민준               | 김XX                   | 2024년 3월 20일  |                                      |
| 35화 | 남이슬          | -                    | 남지수                 | 2024년 3월 27일  |                                      |
| 36화 | 박정민 & 최한주 | -                    | 최승아                 | 2024년 4월 3일   | 동갑내기 부부                        |
| 37화 | 안소현 & 김지홍 | 김도하               | -                      | 2024년 4월 17일  |                                      |
| 38화 | 김지은 & 김정모 | 김로안, 둘째 미상    | -                      | 2024년 4월 24일  |                                      |
| 39화 | 정원복          | -                    | 정다은                 | 2024년 5월 1일   | [ 125 ] [ 126 ]                      |
| 40회 | 고은아          | 박시안               |                        | 2024년 5월 8일   |                                      |
| 41회 | 이다은          | 장경원               | 오지유                 | 2024년 5월 15일  |                                      |
| 42회 | 이세빈          | 경한울               | -                      | 2024년 5월 22일  |                                      |
| 43회 | 황강은 & 이태은 | 이라온               | -                      | 2024년 5월 29일  |                                      |

### 시즌 5
| 회차 | 출연진 이름     | 자녀                   | 자녀                   | 방송 일시        | 비고                |
| 회차 | 출연진 이름     | 아들                   | 딸                     | 방송 일시        | 비고                |
| ---- | --------------- | ---------------------- | ---------------------- | ---------------- | ------------------- |
| 1회  | 유순미 & 홍기정 | ―                      | 홍예슬, 홍예린         | 2024년 6월 5일   |                     |
| 2회  | 맹서경          | ―                      | 김효선                 | 2024년 6월 12일  |                     |
| 3회  | 박정은 & 박완제 | 이찬                   | 박서린                 | 2024년 6월 19일  |                     |
| 4회  | 김수연 & 이지호 | 이하랑                 | ―                      | 2024년 6월 26일  |                     |
| 5회  | 최진명 & 하영   | ―                      | 최예솔                 | 2024년 7월 3일   |                     |
| 6회  | 박민지 & 김태하 | 김민찬                 | ―                      | 2024년 7월 10일  |                     |
| 7회  | 방선아          | 엄태빈, 엄효빈, 엄하빈 | 엄은혜, 엄혜빈, 엄은빈 | 2024년 7월 17일  | 다둥이 6남매        |
| 8회  | 손미선          | ―                      | 세나, 가영             | 2024년 7월 24일  |                     |
| 9회  | 정환희 & 이성만 | ―                      | 이유주                 | 2024년 8월 14일  |                     |
| 10회 | 천혜옥 & 이동호 | 이하준                 | ―                      | 2024년 8월 21일  |                     |
| 11회 | 윤하솔          | ―                      | 이예은 & 이예원        | 2024년 8월 28일  |                     |
| 12회 | 주가은 & 이광섭 | 이선율, 이선우         | ―                      | 2024년 9월 4일   |                     |
| 13회 | 김단비 & 김영규 | 김다경                 | 김다애, 김다현, 김다윤 | 2024년 9월 11일  |                     |
| 14회 | 아농            | ―                      | 나디                   | 2024년 9월 18일  | 외국인 싱글맘       |
| 15회 | 이남희          | 한별                   | ―                      | 2024년 9월 25일  |                     |
| 16회 | 권진우 & 양라헬 | 권예성, 권예범         | 권예은, 권예서         | 2024년 10월 2일  | 동갑내기 부부       |
| 17회 | 박미영          | 2명 (이름 불명)        | ―                      | 2024년 10월 9일  |                     |
| 17회 | 윤민채 & 곽수현 | 곽성현                 | 곽시하                 | 2024년 10월 9일  | ―                   |
| 18회 | 조아라 & 박성우 | 박도윤                 | 박하윤                 | 2024년 10월 16일 |                     |
| 19회 | 양지영 & 유우암 | 유도혁                 | 유xx                   | 2024년 10월 23일 | 동갑내기 부부       |
| 20회 | 김정민          | 이xx                   | ―                      | 2024년 10월 30일 |                     |
| 21회 | 최지혜          | 김찬이                 | 김현이, 김율이         | 2024년 11월 13일 | 핑크지혜 유튜브채널 |
| 22회 | 이성은          | 있음                   | ―                      | 2024년 11월 20일 |                     |
| 23회 | 도지혜          | 김로한                 | ―                      | 2024년 11월 27일 | [ 22 ]              |
| 24회 | 강아영          | △                      | △                      | 2024년 12월 4일  |                     |
| 24회 | 박재욱          | ―                      | ―                      | 2024년 12월 4일  | 재출연              |
| 24회 | 이유리          | 박재율                 | ―                      | 2024년 12월 4일  | 재출연              |

## 결방
- 2023년 12월 27일 방송사 사정으로 인한 편성 관계로 결방
- 2024년 4월 10일 제22대 총선 개표방송 편성 관계로 결방
- 2024년 7월 31일 ~ 8월 7일 스페셜 대체 편성으로 결방
- 2024년 11월 6일 뉴스특보 2024 미국의 선택 편성 관계로 결방

## 사회적 영향
고등학교 재학 중 임신하여 부모가 된 청소년들을 다루는 사회적 이슈로서, 이러한 사례들은 청소년 성교육의 부족, 가정 환경, 사회적 지원 체계의 미비 등 복합적인 원인에 기인한다. 이로 인해 청소년들은 학업 중단, 경제적 어려움, 정신적 스트레스 등의 문제를 겪게 되며, 이는 개인의 삶에 그치지 않고 사회 전반에 영향을 미친다.
이에 대한 해결책으로는 정부와 지역 사회의 적극적인 개입이 요구된다. 청소년들에게는 성교육과 상담 프로그램을 제공하고, 임신한 청소년들에게는 학업과 양육을 병행할 수 있는 제도적 지원이 필요하다. 아울러 사회적 인식의 개선을 통해, 청소년들이 이러한 상황에 처하였을 때 낙인이나 차별 없이 적절한 지원을 받을 수 있는 환경을 조성하는 것이 중요하다.
신체적·정신적 학대와 부적절한 양육 환경은 심각한 사회 문제로 대두되고 있다. 미성숙한 부모인 청소년들이 경험하는 스트레스와 갈등, 가정 내 불안정한 상황은 자녀에게까지 부정적인 영향을 미칠 수 있으며, 때로는 아동 학대 사례로까지 이어지기도 한다. 이러한 문제는 단순히 개인의 책임으로 치부할 수 없으며, 사회적 지원 체계와 보호 제도의 강화가 절실히 요구된다.
따라서 《고딩엄빠》 현상에 내재한 가학성 문제를 해소하기 위해서는 청소년 부모에 대한 체계적인 교육과 상담, 그리고 양육 환경의 개선을 위한 적극적인 정책적 지원이 필요하다. 아울러 사회 전반에 걸친 인식 전환과 함께 아동 권리 보호에 관한 엄격한 기준과 감독이 병행되어야 할 것이다.

## 같이 보기
- 14세의 어머니
- 혼전임신
- 인간의 성
- 성교육